# صبر مخزني
السَّوْلع المخزني أو قرن الغزال أو آلُويا أو الصبر المخزني هو نوع نباتي من جنس الصبر. يأتي اللقب officinalis في الاسم العلمي من اللاتينية وتعني المستخدمة طبيًا.